# Municipio de Back Swamp
El municipio de Back Swamp (en inglés: Back Swamp Township) es un municipio ubicado en el  condado de Robeson en el estado estadounidense de Carolina del Norte. En el año 2000 tenía una población de 5.202 habitantes.

## Geografía
El municipio de Back Swamp se encuentra ubicado en las coordenadas 34°35′49.96″N 79°6′50.53″O / 34.5972111, -79.1140361.